# Обервезел
Обервезел (њем. Oberwesel) град је у њемачкој савезној држави Рајна-Палатинат. Једно је од 134 општинска средишта округа Рајн-Хунсрик. Према процјени из 2010. у граду је живјело 2.951 становника. Посједује регионалну шифру (AGS) 7140112.

## Географски и демографски подаци
Обервезел се налази у савезној држави Рајна-Палатинат у округу Рајн-Хунсрик. Град се налази на надморској висини од 75 метара. Површина општине износи 18,1 km². У самом граду је, према процјени из 2010. године, живјело 2.951 становника. Просјечна густина становништва износи 163 становника/km².

## Међународна сарадња
| Мјесто | Држава    | Врста сарадње | Од    |
| ------ | --------- | ------------- | ----- |
| Шабли  | Француска | партнерство   | 1961. |
| Извор  |           |               |       |